# طيران البحرين
طيران البحرين كانت شركة طيران في مملكة البحرين ومقرها في المحرق وكانت قاعدتها الرئيسية مطار البحرين الدولي. حلقت الشركة إلى 16 وجهة في الشرق الأوسط وأفريقيا وجنوب آسيا. في تصريحات سابقة كانت شركة الطيران تخطط لزيادة وجهاتها إلى 23 مدينة بحلول عام 2009 وتصل إلى 25 مدينة بحلول عام 2010. قبل التصفية الطوعية في عام 2013 طار طيران البحرين إلى 17 وجهة (كانت توجد رحلات موسمية إلى الإسكندرية). شركة الطيران أعلنت إفلاسها في 12 فبراير عام 2013، وفقا للخبراء هذا حدث لأسباب واضحة أن إدارة الشركة فشلت في تحقيق أهدافها. سوء التخطيط تم بسبب صعوبات مالية.
بدأت طيران البحرين عملياتها في 1 فبراير 2008 كشركة طيران منخفضة التكلفة ولكن غيرت نموذج عملها إلى الخدمة الكاملة بحلول مطلع 2010. قامت بالرحلة الافتتاحية في 3 فبراير 2008 من البحرين إلى دبي. استخدمت شركة الطيران الجديدة أسطول طائرات إيرباص إيه 320 التي تتكون من 12 مقعد في درجة رجال الأعمال و150 مقعد في الدرجة الاقتصادية. وكانت مجلة خطوطها الجوية الخاصة في الطيران تسمى ريشة.

## الوجهات
تستخدم طيران البحرين لخدمة الوجهات التالية (حتى ديسمبر 2012):

## الأسطول
اعتبارا من ديسمبر 2012 يتألف أسطول طيران البحرين من الطائرات التالية مع متوسط عمر 4.5 سنة: